# Токоёда, Тихиро
Ти́хиро Токоёда (яп. 常世田 千尋 Токоёда Тихиро) — японская кёрлингистка.
В составе смешанной сборной Японии серебряный призёр чемпионата мира 2024 года. Чемпион Японии среди смешанных команд.
В «классическом» кёрлинге (команда из четырёх человек одного пола) в основном играет на позиции третьего.

## Достижения
- Чемпионат мира по кёрлингу среди смешанных команд: серебро (2024).
- Чемпионат Японии по кёрлингу среди смешанных команд: золото (2024[2]).

## Команды
| Сезон                                          | Четвёртый       | Третий         | Второй          | Первый         | Запасной | Турниры   |
| ---------------------------------------------- | --------------- | -------------- | --------------- | -------------- | -------- | --------- |
| 2019—20                                        | Miyako Fujisaki | Тихиро Токоёда | Natsumi Urataki | Satoko Hiura   |          |           |
| Кёрлинг среди смешанных команд (mixed curling) |                 |                |                 |                |          |           |
| 2024—25                                        | Сюн Итицубо     | Хинако Хасэ    | Такуо Саокава   | Тихиро Токоёда |          | ЧЯСК 2024 |
| 2024—25                                        | Сюн Итицубо     | Хинако Хасэ    | Хироки Хасэгава | Тихиро Токоёда |          | ЧМСК 2024 |

(скипы выделены полужирным шрифтом)